# Gabriel Bortoleto
Gabriel Bortoleto Oliveira (São Paulo, 2004. október 14.– ) brazil autóversenyző, a 2023-as FIA Formula–3 bajnokság és a 2024-es FIA Formula–2-es bajnokság győztese. 2025-től a Sauber Formula–1-es csapatának versenyzője.

## Pályafutása

### Gokart
Hazájában, Brazíliában kezdett el gokartozni 2012-ben, a Campeonato Sulbrasileiro de Kart szériában. Egészen 2019-ig gokartozott, a legjobban sikerült éve a 2018-as volt.

### Formula–4
2020-ban debütált az olasz Formula–4-ben, a Prema csapatánál, csapattársai Sebastian Montoya, Gabriele Minì és Dino Beganovic voltak. Bortoleto az 5. helyen zárta a szezont.

### Formula Regionális Európa-bajnokság
2021 márciusában bejelentették, hogy Bortoleto a Formula Regionális Európa-bajnokságban fog részt venni az FA Racing csapatával. A szezon végén 15. helyen végzett.

### Formula–3
2022 szeptemberében részt vett a Formula–3 bajnokság év végi tesztjén Jerezben, a Trident csapatával. Nem sokkal később bejelentették, hogy a brazil pilóta a 2023-as szezonban az olasz csapatnál fog versenyezni.

### Formula–2
2024-ben az Invicta Racing-gel versenyzett. A bahreini nagydíjon debütált, a sprintversenyen hatodik, a főversenyen ötödik lett. Az osztrák nagydíjon megszerezte első F2-es győzelmét. Az abu-dzabi nagydíjon a sprintfutamon és főfutamon is második lett. Bortoleto 214,5 ponttal nyerte meg a bajnokságot, 22,5-ponttal előzte meg Isack Hadjart. Így ő lett a második brazil világbajnok a Formula-2-ben (az első Felipe Drugovich 2022-ben), és a negyedik olyan, aki F3-as/GP3-as világbajnoki cím elnyerése után Formula–2-es világbajnoki címet is szerzett (a korábbiak: Charles Leclerc, George Russell és Oscar Piastri).

### Formula–1

#### McLaren
2022 szeptemberében csatlakozott a kétszeres F1-es világbajnok Fernando Alonso által menedzselt ügynökséghez. 2023 októberében bejelentették, hogy a McLaren utánpótlás-csapatának tagja lett. 2023 októberében először tesztelhette a Mclarent a Red Bull Ringen.

#### Sauber (2025–)
Mattia Binotto, a Sauber Motorsport sportigazgatója már első tesztjei előtt úgy emlegette Bortoletót, mind aki az egyik esélyes arra, hogy a 2025-ös szezonban a svájci csapat versenyzője legyen, mielőtt azt 2026-tól végleg átveszi az Audi. Az aktív versenyzők közül Max Verstappen és Oscar Piastri is támogatását fejezte ki Bortoleto felé. 2024 november elején Andrea Stella, a McLaren csapatfőnöke úgy nyilatkozott, hogy hajlandóak elengedni a brazil versenyzőt akadémiájukról, ha lehetősége nyílik más csapatnál a királykategóriában versenyezni, és dicsérettel illette Bortoletót az alsóbb kategóriákban nyújtott teljesítményéért.
2024. november 6-án a Sauber hivatalosan is bejelentette, hogy 2025-ben Bortoleto lesz Nico Hülkenberg csapattársa az istállónál.
Bortoleto 2025-re tervezett sisakja Ayrton Senna F1-es sisakjára hasonlít, a brazil zászló színei köszönnek vissza rajta. Ebben a szezonban az ausztrál nagydíjon debütált, de a 45. körben kiesett. A kínai nagydíj volt az első F1-es versenye, amelyiken célba ért. Azután a kanadai nagydíjig nem szerzett pontot. Az osztrák nagydíjon viszont nagyon jól szerepelt, itt a 8. helyről indulhatott és ebben a pozícióban is ért célba, (így 4 pontot szerzett). Ő lett azon versenyen "A nap versenyzője". Bortoleto lett az első brazil pontszerző Felipe Massa (a 2017-es szezon utolsó futamán 10. lett) óta.

### Karrier összefoglaló
| Szezon | Bajnokság                           | Csapat          | Verseny     | Győzelem    | Pole        | Leggyorsabb kör | Dobogó      | Pont        | Helyezés    |
| ------ | ----------------------------------- | --------------- | ----------- | ----------- | ----------- | --------------- | ----------- | ----------- | ----------- |
| 2020   | Olasz Formula–4                     | Prema Powerteam | 20          | 1           | 4           | 1               | 5           | 157         | 5.          |
| 2021   | Formula Regionális Európa-bajnokság | FA Racing by MP | 20          | 0           | 0           | 0               | 1           | 44          | 15.         |
| 2021   | Stock Car Light Brazília            | KTF Racing      | 4           | 1           | 1           | 0               | 1           | 60          | 13.         |
| 2022   | Formula Regionális Ázsia-bajnokság  | 3Y by R-ace GP  | 6           | 1           | 0           | 0               | 1           | 44          | 15.         |
| 2022   | Formula Regionális Európa-bajnokság | R-ace GP        | 20          | 2           | 2           | 1               | 5           | 176         | 6.          |
| 2022   | Stock Car Light Brazília            | KTF Sports      | 1           | 0           | 0           | 0               | 0           | 0           | HN†         |
| 2023   | Formula–3                           | Trident         | 18          | 2           | 1           | 3               | 6           | 164         | 1.          |
| 2024   | Formula–2                           | Invicta Racing  | 28          | 2           | 2           | 2               | 8           | 214,5       | 1.          |
| 2024   | Formula–1                           | Mclaren         | tesztpilóta | tesztpilóta | tesztpilóta | tesztpilóta     | tesztpilóta | tesztpilóta | tesztpilóta |
| 2025   | Formula–1                           | Kick Sauber     | 14          | 0           | 0           | 0               | 0           | 14*         | 17.*        |

* A szezon jelenleg is zajlik.
† Vendégversenyzőként nem volt jogosult pontszerzésre.

### Teljes Olasz Formula–4-bajnokság eredménysorozata
(Táblázat értelmezése)

(Félkövér: pole-pozícióból indult; dőlt: leggyorsabb kört futott) 

| Év   | Csapat          | 1       | 2       | 3        | 4        | 5        | 6         | 7       | 8       | 9        | 10      | 11      | 12    | 13        | 14      | 15      | 16        | 17       | 18       | 19      | 20      | 21      | Helyezés | Pont |
| ---- | --------------- | ------- | ------- | -------- | -------- | -------- | --------- | ------- | ------- | -------- | ------- | ------- | ----- | --------- | ------- | ------- | --------- | -------- | -------- | ------- | ------- | ------- | -------- | ---- |
| 2020 | Prema Powerteam | MIS 1 7 | MIS 2 7 | MIS 3 11 | IMO1 1 8 | IMO1 2 7 | IMO1 3 Ki | RBR 1 7 | RBR 2 7 | RBR 3 13 | MUG 1 2 | MUG 2 1 | MUG 3 | MNZ 1 18† | MNZ 2 3 | MNZ 3 2 | IMO2 1 Ki | IMO2 2 8 | IMO2 3 8 | VLL 1 4 | VLL 2 T | VLL 3 4 | 5.       | 157  |

### Teljes Formula Regionális Európa-bajnokság eredménylistája
(Táblázat értelmezése)

(Félkövér: pole-pozícióból indult; dőlt: leggyorsabb kört futott) 

| Év   | Csapat          | 1       | 2        | 3        | 4        | 5        | 6        | 7        | 8        | 9        | 10       | 11       | 12       | 13       | 14      | 15       | 16      | 17      | 18      | 19       | 20       | Helyezés | Pont |
| ---- | --------------- | ------- | -------- | -------- | -------- | -------- | -------- | -------- | -------- | -------- | -------- | -------- | -------- | -------- | ------- | -------- | ------- | ------- | ------- | -------- | -------- | -------- | ---- |
| 2021 | FA Racing by MP | IMO 1 9 | IMO 2 11 | CAT 1 23 | CAT 2 22 | MCO 1 23 | MCO 2 21 | LEC 1 18 | LEC 2 28 | ZAN 1 17 | ZAN 2 18 | SPA 1 28 | SPA 2 12 | RBR 1 7  | RBR 2   | VAL 1 11 | VAL 2 9 | MUG 1 6 | MUG 2 8 | MNZ 1 8  | MNZ 2 28 | 15.      | 44   |
| 2022 | R-ace GP        | MNZ 1 6 | MNZ 2 9  | IMO 1 7  | IMO 2 3  | MCO 1 6  | MCO 2 5  | LEC 1 4  | LEC 2 5  | ZAN 1 Ki | ZAN 2 8  | HUN 1 9  | HUN 2 3  | SPA 1 14 | SPA 2 1 | RBR 1 15 | RBR 2 5 | CAT 1 7 | CAT 2 1 | MUG 1 Ki | MUG 2    | 6.       | 176  |

### Teljes FIA Formula–3-as eredménysorozata
(Táblázat értelmezése)

(Félkövér: pole-pozícióból indult; dőlt: leggyorsabb kört futott) 

| Év   | Csapat  | 1          | 2         | 3         | 4         | 5         | 6         | 7         | 8         | 9          | 10        | 11        | 12        | 13        | 14        | 15         | 16         | 17        | 18        | Helyezés | pont |
| ---- | ------- | ---------- | --------- | --------- | --------- | --------- | --------- | --------- | --------- | ---------- | --------- | --------- | --------- | --------- | --------- | ---------- | ---------- | --------- | --------- | -------- | ---- |
| 2023 | Trident | BHR SPR 19 | BHR FEA 1 | AUS SPR 6 | AUS FEA 1 | MON SPR 6 | MON FEA 5 | ESP SPR 4 | ESP FEA 4 | AUT SPR 10 | AUT FEA 2 | GBR SPR 2 | GBR FEA 6 | HUN SPR 2 | HUN FEA 7 | BEL SPR Ki | BEL FEA 11 | ITA SPR 2 | ITA FEA 5 | 1.       | 164  |

### Teljes FIA Formula–2-es eredménysorozata
(Táblázat értelmezése)

(Félkövér: pole-pozícióból indult; dőlt: leggyorsabb kört futott) 

| Év   | Csapat         | 1         | 2         | 3          | 4          | 5          | 6          | 7         | 8         | 9         | 10        | 11        | 12         | 13        | 14        | 15        | 16        | 17         | 18        | 19         | 20        | 21         | 22        | 23        | 24        | 25        | 26        | 27        | 28        | Helyezés | Pont  |
| ---- | -------------- | --------- | --------- | ---------- | ---------- | ---------- | ---------- | --------- | --------- | --------- | --------- | --------- | ---------- | --------- | --------- | --------- | --------- | ---------- | --------- | ---------- | --------- | ---------- | --------- | --------- | --------- | --------- | --------- | --------- | --------- | -------- | ----- |
| 2024 | Invicta Racing | BHR SPR 6 | BHR FEA 5 | KSA SPR 10 | KSA FEA Ki | AUS SPR Ki | AUS FEA Ki | IMO SPR 6 | IMO FEA 2 | MON SPR 2 | MON FEA 8 | ESP SPR 5 | ESP FEA 10 | AUT SPR 4 | AUT FEA 1 | GBR SPR 4 | GBR FEA 6 | HUN SPR 16 | HUN FEA 4 | BEL SPR 10 | BEL FEA 2 | ITA SPR 8/ | ITA FEA 1 | AZE SPR 5 | AZE FEA 4 | QAT SPR 5 | QAT FEA 3 | UAE SPR 2 | UAE FEA 2 | 1.       | 214,5 |

/ A monzai sprintfutamon Dennis Haugerrel egyszerre értek célba a 8. helyen, így mindketten fél-fél pontot kaptak.

### Teljes Formula–1-es eredménysorozata
(Táblázat értelmezése)

(Félkövér: pole-pozícióból indult; dőlt: leggyorsabb kört futott) 

| Év   | Csapat | 1      | 2      | 3      | 4      | 5      | 6      | 7      | 8      | 9      | 10     | 11    | 12     | 13    | 14    | 15  | 16  | 17  | 18  | 19  | 20  | 21  | 22  | 23  | 24  | Helyezés | Pont |
| ---- | ------ | ------ | ------ | ------ | ------ | ------ | ------ | ------ | ------ | ------ | ------ | ----- | ------ | ----- | ----- | --- | --- | --- | --- | --- | --- | --- | --- | --- | --- | -------- | ---- |
| 2025 | Sauber | AUS Ki | CHN 14 | JPN 19 | BHR 18 | SAU 18 | MIA Ki | EMI 18 | MON 14 | ESP 12 | CAN 14 | AUT 8 | GBR Ki | BEL 9 | HUN 6 | NED | ITA | AZE | SIN | USA | MEX | BRA | LVS | QAT | UAE | 17.*     | 14*  |

* A szezon jelenleg is zajlik.